# Jefferson Lerma
Jefferson Andrés Lerma Solís (* 25. října 1994 El Cerrito) je kolumbijský profesionální fotbalista, který hraje na pozici defensivního záložníka za anglický klub Crystal Palace FC a za kolumbijský národní tým.

## Klubová kariéra

### Atlético Huila
Lerma je odchovancem kolumbijského klubu Atlético Huila. Svého debutu v týmu se dočkal 30. března 2013, když odehrál celé utkání proti Millonarios, které skončilo bezbrankovou remízou. Do konce sezóny se stal stabilním členem základní sestavy.
Své první branky v dresu Atlética Huila Lerma vstřelil 7. února 2014, a to při výhře 3:1 nad Fortalezou. První z jeho branek byla tisící v historii klubu.
Svůj poslední zápas v klubu odehrál 8. srpna proti Deportes Tolima. Lerma v zápase otevřel skóre, nicméně Atletice Huila prohrálo 1:2.

### Levante
Dne 13. srpna 2015 odešel Lerma na roční hostování do španělského prvoligového klubu Levante UD. V dresu Levante debutoval 30. srpna při bezbrankové remíze s Las Palmas. V základní sestavě se poprvé objevil 20. září, když byl u prohry 1:4 s Barcelonou. Lerma se rychle usadil v základní sestavě Levante.
Lerma vstřelil svůj první gól ve španělské nejvyšší soutěži 7. prosince 2015 při remíze 1:1 proti Espanyolu. V dresu Levante odehrál ve své první sezóně 34 soutěžních zápasů, nicméně nedokázal odvrátit sestup klubu do Segunda División z posledního místa v La Lize.
Dne 1. července 2016 přestoupil Lerma do Levante na trvalo za částku okolo 600 tisíc euro. V klubu podepsal čtyřletý kontrakt.
V sezóně 2016/17 byl jedním z klíčových hráčů klubu, kteří se zasloužili za postup zpátky do nejvyšší soutěže z prvního místa.
V září 2017 si Lerma v průběhu derby s Valencií (1:1) poranil stehenní sval, a Levante tak měsíc chyběl. Další zranění si Lerma přivezl z listopadového reprezentačního srazu. Kvůli natrženému stehennímu svalu zůstal měsíc mimo hru.
V květnu 2018 podepsal Lerma s klubem novou smlouvu do léta 2022. V letním přestupovém období byl o Lermu velký zájem v Premier League, zejména pak ze strany Bournemouthu. Kolumbijský záložník chtěl z klubu odejít a požádal o možnost přestoupit.

### AFC Bournemouth
Lerma se 7. srpna 2018 přesunul do anglické Premier League, když přestoupil do AFC Bournemouth za 28 milionů eur, čímž překonal dosavadní klubový rekord. V dresu Cherries Lerma debutoval 1. září, když odehrál téměř celé utkání proti londýnské Chelsea. Lerma se rychle zabydlel v základní sestavě, v jejímž středu nastupoval nejčastěji po boku Dana Goslinga. Svoji první branku v dresu Bournemouthu vstřelil 10. listopadu při prohře 2:1 s Newcastlem United. Svoji druhou, a zároveň poslední, branku v sezóně dal v posledním kole do sítě Crystal Palace při divoké přestřelce, která skončila prohrou Bournemouthu 3:5.
Lerma patřil mezi nejdůležitější hráče klubu i v následující sezóně, nicméně nedokázal zabránit sestupu klubu do EFL Championship z 18. místa, když odehrál 33 soutěžních zápasů.
V sezóně 2020/21 vynechal Lerma pouze 4 ligové střetnutí a i díky němu se Bournemouth umístil na konečné 6. příčce, která zajišťovala účast v postupovém play-off. Lerma odehrál obě semifinálová utkání proti Brentfordu, ale po výsledcích 1:0 a 1:3 přišel Bournemouth o možnost postoupit zpátky do Premier League.
Lerma s Bournemouthem postoupil do nejvyšší soutěže až v následující sezóně, kdy se klub umístil na 2. příčce a zajistil si tak přímý postup do Premier League 2022/23.
Dne 6. srpna 2022 vstřelil Lerma první branku Bournemouthu po postupu zpátky do Premier League v prvním kole ročníku 2022/23 při výhře 2:0 nad Aston Villou. Lermův gól byl historicky nejrychlejším, který vstřelil tým, jenž postoupil do nejvyšší soutěže, když padl po minutě a 56 vteřinách.

## Reprezentační kariéra
Lerma debutoval v reprezentačním dresu 10. listopadu 2017 při prohře 1:2 s Jižní Koreou.
V červnu 2018 byl nominován na závěrečný turnaj Mistrovství světa, který se konal v Rusku. Lerma odehrál celých 90 minut úvodního střetnutí s Japonskem (prohra 1:2) a ve zbylých dvou zápasech základní skupiny nastoupil na několik závěrečných minut (výhra 3:0 nad Polskem a výhra 1:0 nad Senegalem). V osmifinále proti Anglii se objevil v základní sestavě, ale po hodině hry byl vystřídán Carlosem Baccou. Zápas skončil remízou 1:1 a po penaltovém rozstřelu se z postupu radovali Angličané.
Lerma byl součástí mužstva, které na závěrečném turnaji Copa América 2019 skončilo ve čtvrtfinále, po vypadnutí s Chile po penaltách.
Dne 13. října 2020 vstřelil Lerma svůj první reprezentační gól, a to v zápase kvalifikace na Mistrovství světa 2022 proti Chile (2:2).

## Kontroverze
V lednu 2018 obvinil Lerma španělského reprezentačního útočníka Iaga Aspase z Celty Vigo, že mu během ligového utkání adresoval rasistickou urážku. „Neřekl jsem mu, co tvrdí. Co se řekne na hřišti, má na hřišti zůstat. Proto nebudu svoje slova opakovat,“ uvedl Aspas.
V listopadu 2020 byl Lerma obviněn z pokousání Joshe Windasse z Sheffieldu Wednesday. Anglická fotbalová asociace mu v červnu 2021 udělila pokutu ve výši 40 tisíc liber a Lerma dostal také trest na šest zápasů.

## Statistiky

### Klubové
K 22. srpnu 2022
| Klub            | Sezóna  | Liga                | Liga   | Liga | Národní pohár | Národní pohár | Ligový pohár | Ligový pohár | Celkem | Celkem |
| Klub            | Sezóna  | Liga                | Zápasy | Góly | Zápasy        | Góly          | Zápasy       | Góly         | Zápasy | Góly   |
| --------------- | ------- | ------------------- | ------ | ---- | ------------- | ------------- | ------------ | ------------ | ------ | ------ |
| Atlético Huila  | 2013    | Categoría Primera A | 16     | 0    | —             | —             | —            | —            | 16     | 0      |
| Atlético Huila  | 2014    | Categoría Primera A | 32     | 4    | —             | —             | —            | —            | 32     | 4      |
| Atlético Huila  | 2015    | Categoría Primera A | 18     | 1    | —             | —             | —            | —            | 18     | 1      |
| Atlético Huila  | Celkem  | Celkem              | 66     | 5    | —             | —             | —            | —            | 66     | 5      |
| Levante (host.) | 2015/16 | La Liga             | 33     | 1    | 1             | 0             | —            | —            | 34     | 1      |
| Levante         | 2016/17 | Segunda División    | 30     | 2    | 1             | 0             | —            | —            | 31     | 2      |
| Levante         | 2017/18 | La Liga             | 26     | 0    | 2             | 0             | —            | —            | 28     | 0      |
| Levante         | Celkem  | Celkem              | 89     | 3    | 4             | 0             | —            | —            | 93     | 3      |
| AFC Bournemouth | 2018/19 | Premier League      | 30     | 2    | 0             | 0             | 2            | 0            | 32     | 2      |
| AFC Bournemouth | 2019/20 | Premier League      | 33     | 1    | 0             | 0             | 0            | 0            | 33     | 1      |
| AFC Bournemouth | 2020/21 | Championship        | 44     | 3    | 3             | 0             | 1            | 0            | 48     | 3      |
| AFC Bournemouth | 2021/22 | Championship        | 34     | 1    | 0             | 0             | 0            | 0            | 34     | 1      |
| AFC Bournemouth | 2022/23 | Premier League      | 3      | 1    | 0             | 0             | 0            | 0            | 3      | 1      |
| AFC Bournemouth | Celkem  | Celkem              | 144    | 8    | 3             | 0             | 3            | 0            | 150    | 8      |
| Celkem          | Celkem  | Celkem              | 299    | 16   | 7             | 0             | 3            | 0            | 309    | 16     |

### Reprezentační
K 30. březnu 2022
| Kolumbie | Kolumbie | Kolumbie |
| Rok      | Zápasy   | Góly     |
| -------- | -------- | -------- |
| 2017     | 2        | 0        |
| 2018     | 7        | 0        |
| 2019     | 10       | 0        |
| 2020     | 4        | 1        |
| 2021     | 5        | 0        |
| 2022     | 2        | 0        |
| Celkem   | 30       | 1        |

#### Reprezentační góly
Skóre a výsledky Kolumbie jsou vždy zapisovány jako první.
| Gól | Datum          | Místo                                                     | Soupeř | Skóre | Výsledek | Soutěž                                |
| --- | -------------- | --------------------------------------------------------- | ------ | ----- | -------- | ------------------------------------- |
| 1.  | 13. října 2020 | Estadio Nacional Julio Martínez Prádanos, Santiago, Chile | Chile  | 1:0   | 2:2      | Kvalifikace na Mistrovství světa 2022 |

## Ocenění

### Klubová

#### Levante
- Segunda División: 2016/17[49]